# ایان کاتبرتسون
ایان کاتبرتسون (انگلیسی: Iain Cuthbertson؛ ‏ ۴ ژانویهٔ ۱۹۳۰ – ۴ سپتامبر ۲۰۰۹) بازیگر اهل بریتانیا بود.
از فیلم‌ها یا برنامه‌های تلویزیونی که وی در آن نقش داشته‌است می‌توان به پوآرو، دکتر هو، هنی، بچه‌های راه‌آهن، گوریل‌ها در مه و رسوایی اشاره کرد.